# Lien fixe du Fehmarn Belt
Le lien fixe du Fehmarn Belt est un projet de tunnel immergé long de 18 kilomètres reliant le Danemark à l'Allemagne, en traversant le détroit de Fehmarn Belt, dont les travaux ont débuté en 2021 et dont la mise en service est prévue pour 2029,.
Le tracé reliera l'île allemande de Fehmarn à l'île danoise de Lolland, sur une longueur d'environ 19 kilomètres. Il renforcera l'axe Allemagne - Danemark - Suède en évitant la péninsule du Jutland et l'île de Fionie.

## Intérêt

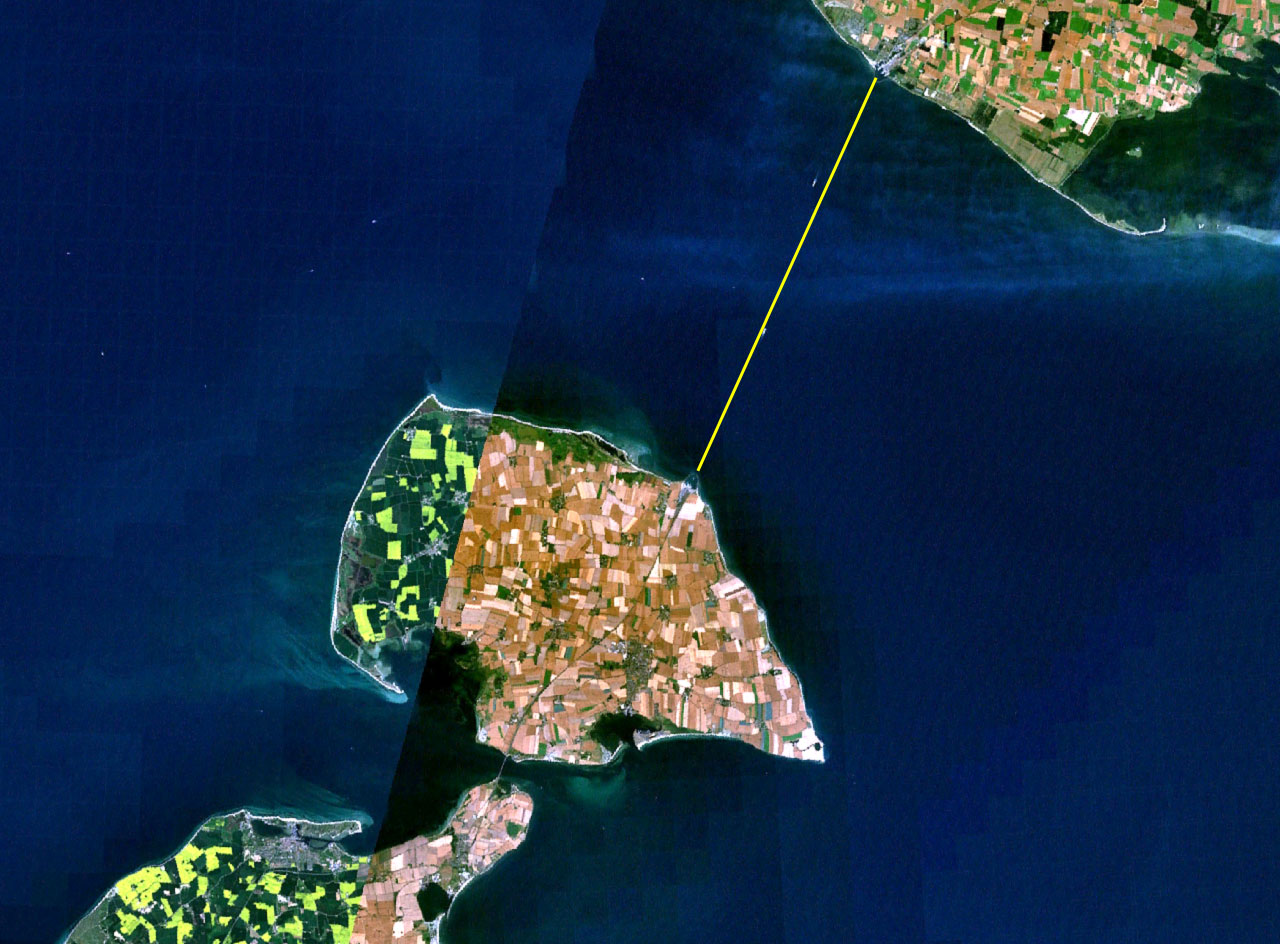
Projet du Fehrman Belt.

L'île de Fehmarn est déjà reliée à l'Allemagne continentale par un pont ferroviaire et routier et l'île de Lolland est déjà reliée à celle de Seeland (où se situe Copenhague, la capitale du Danemark) via un tunnel routier[réf. souhaitée] ou des ponts (pont Frédéric IX, ferroviaire et routier ou pont routier de Guldborgsund) jusqu'à l'île de Falster. Depuis Falster, la majorité du trafic routier emprunte le pont de Farø entre cette île et celle de Seeland, tandis que la liaison ferroviaire emprunte les ponts de Storstrøm et de Masnedsund qui passent par l'île de Masnedø. Seeland est également reliée à la Suède via le pont d'Øresund, qui aboutit à Malmö.
Un ferry routier relie Fehmarn à Lolland entre Rødby (Danemark) et Puttgarden (Allemagne). Une traversée des trains par traversier-rail fut mise en place en 1963 et voyait passer jusqu'à 6 trains de passagers par jour, mais aucun train de fret ni train de nuit. La dernière traversée d'un train par le ferry sur la ligne Fugleflugtslinjen date du 14 décembre 2019, partant de Puttgarden à 19 h 15 sur le Prinsesse Benedikte. L'arrêt de la liaison ferroviaire par ferry met fin à 56 ans de traversées du détroit mais surtout à 147 ans de ferrys-train au Danemark. Les trains de passagers, qui effectuent principalement la liaison Hambourg-Copenhague, devront emprunter un détour par la liaison du Grand Belt, l'île de Fionie et la péninsule du Jutland. Pour les voitures, les ferrys partent toutes les demi-heures et font le trajet en 45 minutes, 24 heures sur 24.
Ainsi, un lien fixe raccourcirait et simplifierait la liaison routière et ferroviaire entre l'Allemagne et Seeland, et donc la Suède.

## Caractéristiques
Le lien fixe doit accueillir une route à quatre voies ainsi qu'une double voie de chemin de fer électrifiée.
Contrairement au tunnel sous la Manche, il sera constitué d'éléments de béton creux posés dans une tranchée au fond de l'eau, puis recouvert de sédiments. 89 blocs seront utilisés, de 73 000 tonnes chacun. La tranchée fera 60 mètres de large et 16 de profondeur.
Selon les estimations, le temps de voyage en train direct de Hambourg à Copenhague diminuerait de 4 h 30 à 2 h 30. Les projets actuels prévoient un train de passagers et deux trains de fret dans chaque sens toutes les heures. Les trains pourront parcourir le tunnel à une allure de 200 km/h, tandis que les automobilistes pourront circuler jusqu'à 110 km/h.

## Financement
En 2009, un coût de 4,4 milliards d'euros est avancé pour le projet dont une partie sera supportée par la Commission européenne. Ce coût devrait être remboursé par les péages. En mars 2020, la commission européenne valide le financement public danois du projet.
En 2021, le coût est estimé entre 7,1 et 7,7 milliards d'euros. Il doit être supporté principalement par le Danemark avec l'aide des fonds européens. En échange, le Danemark touchera des péages via une société exploitante. L'Allemagne est chargée des raccordements routiers et ferroviaires, pour 3,5 milliards d'euros.

## Archéologie et géologie
En 2014, des fouilles archéologiques préventives ont mis en évidence des éléments préhistoriques (environ 3500 av. J.-C.) extrêmement bien conservés, tels qu'une hache avec son manche de bois encore préservé, ainsi que des traces de pas laissées par au moins deux personnes, afin de réparer des pièges à poissons avant une tempête, laquelle a recouvert les traces sous le sable.

## Opposition
Le projet rencontre l'opposition des défenseurs de la nature, les exploitants des ferries et de certains résidents de l'île de Fehmarn. Le tunnel traverse une zone protégée comportant des récifs et des bancs de sable qui abritent une faune riche. Les opposants remettent en cause la pertinence économique du projet.
Par la contestation juridique du projet et l'approbation des plans côté allemand, les opposants l'ont retardé de sept ans.
En janvier 2022, le Tribunal administratif fédéral de Leipzig ordonne l'arrêt temporaire des travaux à la suite d'une plainte concernant les récifs.

## Travaux
Les travaux commencent en juillet 2020 côté danois et en novembre 2021 côté allemand.
En mai 2022, la tranchée dans laquelle le tunnel sera posé est à moitié achevée. À la fin du mois de novembre 2022, 70 % des travaux de dragage sont achevés.
En juin 2024, le premier tronçon du tunnel est inauguré.
L´immersion de ce premier tronçon est prévue pour 2025.